# Gary Cherone
Gary Cherone, född Gary Francis Caine Cherone den 26 juli 1961 i Malden, Massachusetts, är en amerikansk sångare, mest känd som medlem i gruppen Extreme som han var med och grundade 1985. Han var mellan 1996 och 1999 sångare i Van Halen och medverkade på albumet Van Halen III. Han har även grundat bandet Tribe of Judah.

## Diskografi
Studioalbum med Extreme
- Extreme (1989)
- Pornograffitti (1990)
- III Sides to Every Story (1992)
- Waiting for the Punchline (1995)
- Saudades de Rock (2008)

Studioalbum med Van Halen
- Van Halen III (1998)

Studioalbum med Tribe of Judah
- Exit Elvis (2002)

EP med Cherone
- Need I Say More (2005)

Studioalbum med Hurtsmile
- Hurtsmile (2011)[5]
- Retrogrenade (2014)[6]